# Pastei

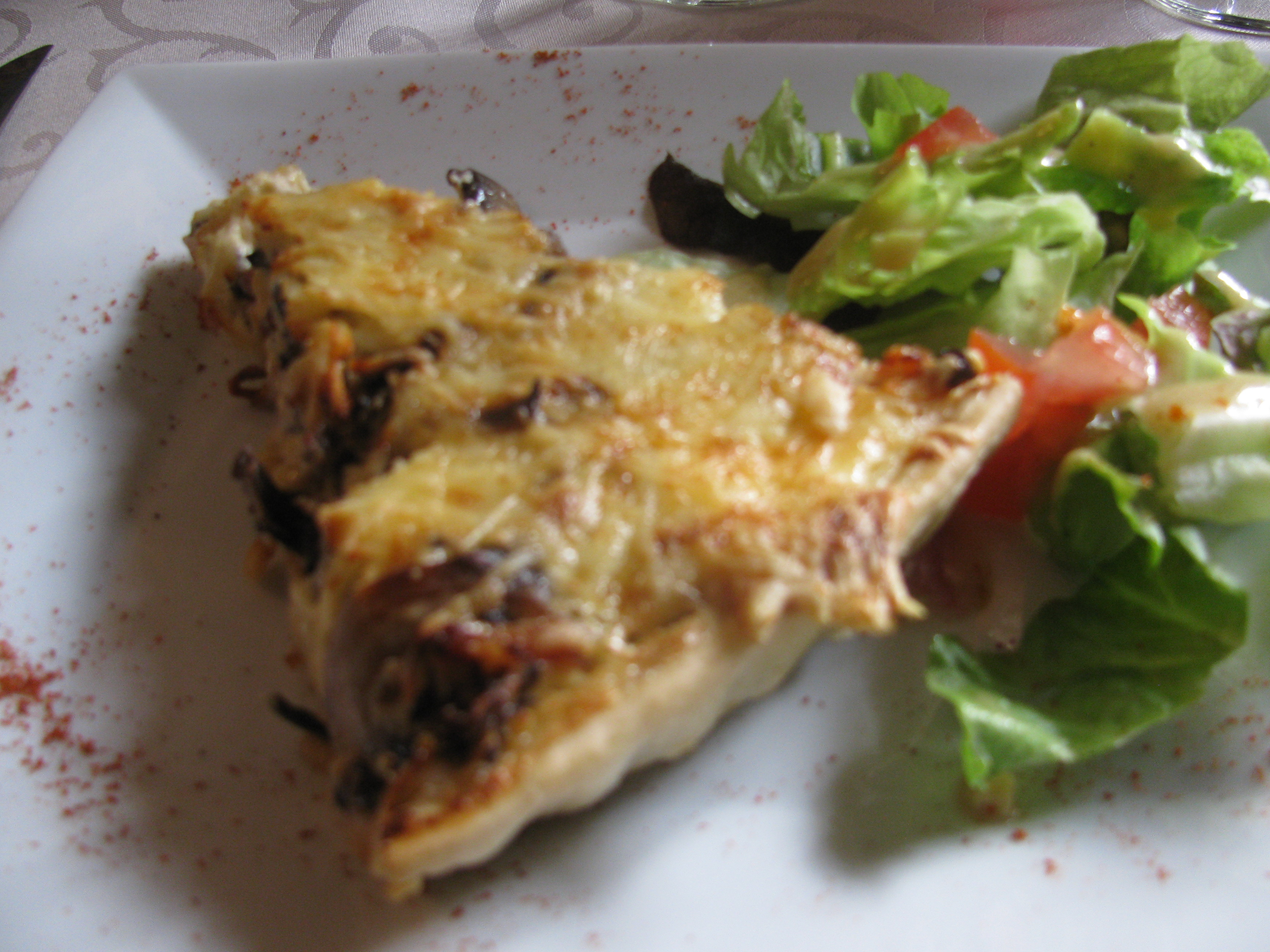
Een Franse champignonpastei

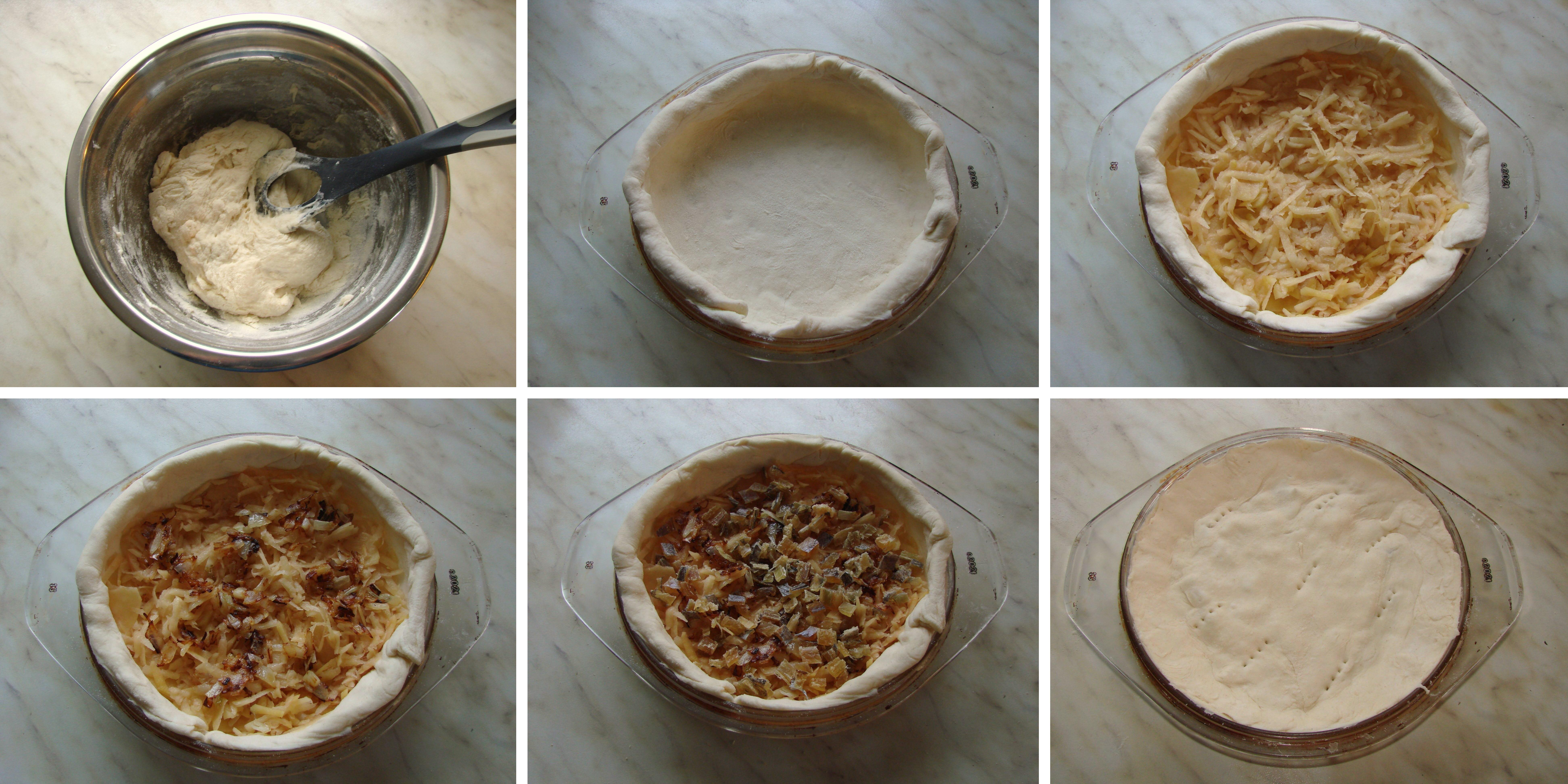
Stappen van bereiding van een vispastei

Een pastei is een mengsel van vlees, vis, groenten of andere hartige ingrediënten in een omhulsel van korstdeeg of brooddeeg, gegaard in de oven of boven open vuur.
Het woord pastei is ontleend uit het Oud Frans. Een pasté was een ‘deeggerecht met een vleesvulling’. Het woord is voor het eerst aangetroffen in 1240. Woorden als pasty, pasta en paté zijn er ook van afgeleid.
Vaak zijn pasteien rond en worden deze warm geserveerd. De Engelse pie lijkt nog het meest op een pastei. Een kleinere vorm, die omhuld is met bladerdeeg wordt een pasteitje genoemd.  Een open pastei heeft geen deksel, waardoor de vulling zichtbaar is. Bij een gesloten pastei is er van het deeg ook een deksel gemaakt (met één of meerdere gaten om de stoom tijdens het bakken te laten ontsnappen).
In vroeger tijden werden pasteien gemaakt voor onderweg, reizigers konden deze dan koud eten.  Aan het Franse en Engelse hof werden uitgebreide pasteien bereid voor luxe diners. Hierbij werd niet alleen aandacht besteed aan de smakelijkheid van de vulling, maar ook aan het uiterlijk van de hartige taart. Pasteien werden versierd met (van deeg gemaakte) kroontjes, torens enz.